# 232
232 (CCXXXII) var ett skottår som började en söndag i den julianska kalendern.

## Händelser

### Okänt datum
- Relikerna efter aposteln Tomas förs till Edessa från Indien.
- Origenes grundar en skola för kristen teologi i Palestina.

## Födda
- 19 augusti – Probus, romersk kejsare 276–282 (född omkring detta datum)
- Porphyrios, grekisk filosof

## Avlidna
- Clodomir I, kung över den frankiska stammen sikambrierna (traditionellt årtal)
- Cao Zhi, kinesisk poet
- Demetrius, patriark av Alexandria
- Calepodius, präst (martyrdöd)